# Сейс, Йоакин
Йоакин Сейс (нидерл. Joaquin Seys; родился 28 марта 2005) — бельгийский футболист, крайний защитник клуба «Брюгге».

## Клубная карьера
Йоакин Сейс родился в Остенде и начал заниматься футболом в 2011 году в местном одноимённом клубе, а в 2012 году присоединился к академии «Брюгге». 13 августа 2022 года дебютировал в профессиональном футболе за фарм-клуб «Клуб НКСТ» в матче Челленджер Про Лиги против СЛ16. 20 июля 2024 года дебютировал за основную команду клуба, выйдя в стартовом составе на матч Суперкубка Бельгии против «Юниона».

## Карьера в сборной
Выступал за сборные Бельгии до 18 и до 19 лет. В ноябре 2024 года был впервые вызван в главную сборную.

## Достижения
«Брюгге»
- Обладатель Кубка Бельгии: 2024/25